# Финстерхеннен
Финстерхеннен (нем. Finsterhennen) — коммуна в Швейцарии, в кантоне Берн. 
Входит в состав округа Эрлах. Население составляет 490 человек (на 31 декабря 2006 года). Официальный код — 0493.

## История
Финстерхеннен впервые упоминается около 1220 года как Фрейнешун (Freineshun) и в 1453 году как Вейстен Хеннен (Veisten Hennen). Во Франции был также известен как Грассе Пуле (Grasse Poule).
Самые ранние следы человека в Финстерхеннене - неолитическая керамика, которая была найдена в Стейнакер-Бене (Steinacker-Büne). Другие следы включают доисторические находки в Муусе (Moos), кремень в Уссерфелде (Usserfeld), курганы в (Ischlag-Outer Canal), деревянные балки домов на сваях в Ленгекере (Längäcker), могилы в могильной яме в Пфаффенхолзе (Pfaffenholz) и могилы с телами у железнодорожных путей. От римской эры остались тайник с инструментами и различными предметами в Ребене (Reben) и фрагменты того, что считается римской дорогой, в Муусе. 
В средние века деревня была частью земель Эрлах (Herrschaft of Erlach). В 1474 году Эрлах и окружающие его земли были приобретены Берном и стали бернским бейливиком Эрлах. 
Деревенская церковь была частью прихода Зизелен. 
Деревня лежит на дороге, соединяющей Арберг и Мюнчемир, которая проходит вдоль морены через болота Гроссе Муус. Проект коррекции вод Юры в 1874 году осушил болота и позволил Гроссе Муус развиваться.
В 1916 году железнодорожная ветка Бьел-Таффелен-Инс (Biel-Täuffelen-Ins) была снабжена станцией между Зизеленом и Финстерхенненом и маленькой остановкой в самом Финстерхеннене. Это позволило малой промышленности переехать в деревню. 
Сегодня местная экономика базируется на фермерстве и малом бизнесе.